# جيمس فيليب كونور
جيمس فيليب كونور (بالإنجليزية: James Phillip Connor)‏ هو عسكري أمريكي، ولد في 12 يناير 1919 في ويلمنغتون في الولايات المتحدة، وتوفي في 27 يوليو 1994.